# Nadeschda Sergejewna Nikiforowa
Nadeschda Sergejewna Nikiforowa (russisch Надежда Сергеевна Никифорова; * 29. Juni 1954) ist eine sowjetische bzw. russische Bodenmechanikerin, Geotechnikerin und Hochschullehrerin.

## Leben
Im westsibirischen Tjumen studierte Nikiforowa am Institut für Bauingenieurwesen mit Abschluss 1976. Ihre Kandidat-Dissertation über die Besonderheiten der Verformung inhomogener Schwemmland-Baugründe verteidigte sie 1981 mit Erfolg für die Promotion zur Kandidatin der technischen Wissenschaften. Sie verteidigte am Moskauer Institut für Verkehrswesen 2008 erfolgreich ihre Doktor-Dissertation über Gesetzmäßigkeiten der Verformung der Gebäude-Baugründe in der Nähe tiefer Baugruben und Schutzmaßnahmen für die Promotion zur Doktorin der technischen Wissenschaften. Ihre offiziellen Opponenten waren Wladimir Dawidowitsch Kasarnowski, Sawen Ter-Martirosjan und Raschid Manguschew.
Nikiforowa ist führende wissenschaftliche Mitarbeiterin des Moskauer Forschungsinstituts für Bauphysik der Russischen Akademie der Architektur- und  Bauwissenschaften. Als Professorin lehrt sie am Lehrstuhl für Bodenmechanik und Geotechnik des Instituts für Hydrotechnik- und Energie-Bauwesen der Moskauer Nationalen Forschungsuniversität für Bauwesen. Sie ist Mitglied der International Society for Soil Mechanics and Geotechnical Engineering.

## Ehrungen, Preise
- Ehrenbauwerker Russlands[5]